# Thomas Arthur Steitz
Thomas Arthur Steitz (Milwaukee, Wisconsin; 23 de agosto de 1940-New Haven, Connecticut; 9 de octubre de 2018) fue un profesor y químico estadounidense.

## Biografía
Estudió química en la Universidad Lawrence y recibió un doctorado en bioquímica y biología molecular de la Universidad de Harvard en 1966. Casado con Joan A. Steitz, también profesora de biofísica y bioquímica molecular de Yale. Su campo fue la cristalografía, enfatizó estudios en la relación estructural del ribosoma y las resistencias de las infecciones bacterianas.[cita requerida]
Profesor de biofísica y bioquímica molecular, Instituto Médico Howard Hughes, Universidad de Yale, New Haven, Connecticut, Estados Unidos. Steitz fue galardonado con el Premio Nobel de Química en 2009 junto con Venkatraman Ramakrishnan y Ada Yonath por el estudio de la estructura y función del ribosoma. Steitz también ganó el Premio Internacional Gairdner en 2007 por sus estudios sobre la estructura y función del ribosoma, que mostró que la peptidil transferasa fue una reacción catalizada por el ARN, y por revelar el mecanismo de inhibición de esta función por los antibióticos.

## Muerte
Steitz murió el 10 de octubre de 2018 por complicaciones surgidas en el tratamiento del cáncer de páncreas.